# Бенгалски залив
Бенгалският залив (на бенгалски: বঙ্গোপসাগর; на тамилски: வங்காள விரிகுடா; на хинди: बंगाल की खाड़ी) е най-големият залив, разположен в североизточната част на Индийския океан, граничейки с бреговете на Индия, Бангладеш, Мианмар и Шри Ланка. На запад граничи с полуостров Индостан, на изток – с островната група Андамански и Никобарски острови. На север от залива е разположена историческата област Бенгалия (включваща в себе си съвременен Бангладеш и индийския щат Западна Бенгалия), откъдето идва името му. Това е най-големият воден регион в света, наричан залив.
В Бенгалския залив се вливат много големи реки – Ганг, Брахмапутра и Мегхна (общ естуар), Кришна, Годавари, Кавери, Маханади, Иравади.
Най-големи пристанища са – Ченаи, Вишакхапатнам, Пондишери, Калкута (Индия), Читагонг (Бангладеш). В североизточната част на залива, близо до град Кокс Базар (Бангладеш) се намира най-дългият плаж в света (120 km).

## Океанография

### Тектоника на плочите
Под Бенгалския залив се срещат Индо-Австралийската плоча и Бирманската плоча при Яванската падина. Никобарските и Андаманските острови са част от Бирманската микроплоча. Индийската плоча се плъзва под Бирманската при Яванската падина. Тук налягането на двете плочи една към друга увеличава и температурата, което води до образуването на вулкани в Мианмар и вулканични дъги. Земетресението в Индийския океан от 26 декември 2004 г. е резултат от налягане в тази зона, предизвикало подводно земетресение, което на свой ред образува разрушително цунами.

### Морска геология
Сравнително плитката зона се разпростира от Цейлон до главата на залива и оттам на юг през ивица около Андаманските и Никобарските острови. Пред делтата на Ганг се намира подводен каньон, разцепващ плитката зона и достигащ дълбочина до 1340 m. Това е най-големият подводен каньон на Земята.

### Морска биология, флора и фауна
Бенглаският залив е богат на биологично разнообразие, различаващо се сред коралови рифове, естуари и мангрови гори. Това е една от най-големите морски екосистеми на света.
Conus bengalensis е само един от морски охлюви, които могат да бъдат снимани по плажовете на залива. Маслиновата ридлея, която е застрашен вид, може да оцелее, благодарение на местата за размножаване, които са създадени близо до Одиша, Индия. Марлини, баракуди, ивичест тунец, жълтопера риба тон и ивичест кит на Брюде са само някои от морските животни в залива. Bodianus neilli е вид бодлоперка, която живее в турбидни лагунови рифове или плитки брегови рифове. Различни видове делфини като пантропически петнист делфин и дългоклюна стенела могат да бъдат наблюдавани в залива. В по-плитките и по-топли води покрай бреговете може да се срещне иравадийски делфин.
Големият никобарски биосферен резерват предоставя убежище за много животни, сред които соленоводен крокодил, кожеста костенурка и Cuora amboinensis.

### Климат
От януари до октомври течението се движи на север, а циркулацията по посока на часовниковата стрелка се нарича „Източноиндийско течение“. Бенгалският мусон се движи в северозападна посока, преминавайки през Никобарските и Андаманските острови към края на май, след което се отправя към североизточното крайбрежие на Индия към края на юни.
През останалата част от годината течението е в посока обратна на часовниковата стрелка и се нарича „Източноиндийска зимна струя“. През септември и декември в залива са чести циклоните. Създадени са няколко инициативи за борба срещу щормовите приливи.

## Икономика
Едно от първите търговски предприятия в Бенгалския залив е Британската източноиндийска компания. Гопалпур в Одиша е един от основните центрове на търговията. Френската източноиндийска компания също има присъствие в региона.
Инициативата на Бенгалския залив за Многоотраслова Технико-Икономическа Кооперация (BIMSTEC) поддържа свободната международна търговия около Бенгалския залив между Бангладеш, Бутан, Индия, Мианмар, Непал, Шри Ланка и Тайланд.
Катамаранените риболовни лодки на риболовните селища процъфтяват по бреговете на залива. Рибарите могат да хващат между 26 и 44 вида морска риба. Средногодишният улов е около 2 милиона тона риба от Бенгалския залив. Близо 31% от световните брегови рибари живеят или работят в този залив.

## Стратегическо значение
Бенгалският залив е разположен в Южна и Югоизточна Азия. Лежи в центъра на два големи икономически блока, SAARC и ASEAN. Заливът влияе на южния регион на Китай, както и на големите пристанища на Индия и Бангладеш. Китай, Индия и Бангладеш са съставили военноморски споразумения с Малайзия, Тайланд и Индонезия за увеличаване на сътрудничеството при проверките за тероризъм в открито море.
През последните години Китай прави опити да прокара влияние в региона чрез близки връзки с Мианмар и Бангладеш. САЩ провежда мащабни военни учения с Бангладеш, Малайзия, Сингапур, Тайланд и с Индия. Най-голямото такова учение в Бенгалския залив, Malabar 2007 от 2007 г., включва военни кораби от САЩ, Бангладеш, Тайланд, Сингапур, Япония и Австралия.
Големи залежи на природен газ в морската зона на Бангладеш подбуждат сериозна спешност в Индия и Мианмар за териториални претенции. Спорове около правата над някои петролни и газови залежи причиняват кратки дипломатически скарвания между Мианмар и Индия с Бангладеш.
Оспорваната морска граница между Бангладеш и Мианмар води до военно напрежение през 2008 и 2009 г. Бангладеш се опитва да постигне споразумение с Мианмар и Индия за граничния спор чрез Международен трибунал.